# Margarida Porete
Margarida Porete, o Marguerite Porrette, o la Porette, va ser una mística francesa del corrent de les beguines, autora del Mirall de les ànimes simples, llibre de mística cristiana centrat en la noció de l'amor diví. Va ser cremada a la foguera l'1 de juny de 1310 a la plaça de Grève de París després d'un llarg judici inquisitorial, després d'haver-se negat a retirar el seu llibre i a renunciar a les seves idees.

## Biografia
Les úniques fonts sobre la vida de Porete són les cròniques, parcials, del seu judici per heretgia. Sens dubte nascuda a mitjan segle xiii, s'associa Margarida Porete a les beguines, un important corrent pietós al qual van pertànyer també Hadewych d'Anvers i Heilwige Bloemart. Aquestes dones es van consagrar a Déu i a les bones obres, sense viure forçosament en comunitat ni obeir una regla. Margarida vivia a la regió d'Hainaut, segons creuen la majoria d'estudiosos a Valenciennes. En els paratextos del seu llibre (les famoses Approbationes) la presenta com una religiosa molt sàvia. Alguns l'associen també, encara que el vincle és més tènue, a la Germanor del lliure esperit, grup considerat herètic pel seu rebuig a les lleis de la teologia moral en presència de la fe.
Va expressar el seu misticisme en la seva obra Le mirouer des simples ämes (en català El mirall de les ànimes simples), en el qual presentava l'amor de l'ànima tocada per Déu i feia entaular diàlegs al·legòrics a l'Amor i a la Raó. El bisbe de Châlons, a qui ella va presentar el text, la va acusar d'heretgia –segurament per les implicacions pràctiques de les doctrines del llibre–. Aquest va ser cremat per primera vegada el 1306, i condemnat de nou a París el 1309. Margarida Porete va ser condemnada per la Inquisició el 31 de maig de 1310. Va ser cremada a la foguera l'1 de juny de 1310 a la plaça de Grève. Tanmateix, la seva obra va sobreviure: la Inquisició la va traduir al llatí (amb el títol Speculum simplicium animarum), es pensa que arran del mateix judici, i des de finals del segle XIV en van aparèixer noves traduccions en italià i anglès mitjà.
A diferència d'altres figures religioses com Joana d'Arc i Meister Eckhart, que van ser condemnades i rehabilitades més endavant per l'Església catòlica, la figura de Porete no va ser rehabilitada fins al 1946, quan Romana Guarnieri va descobrir el nexe entre l'autora i el llibre, el qual havia estat copiat anònimament o posat sota autoria masculina des de la seva mort.

## El Mirall de les ànimes simples

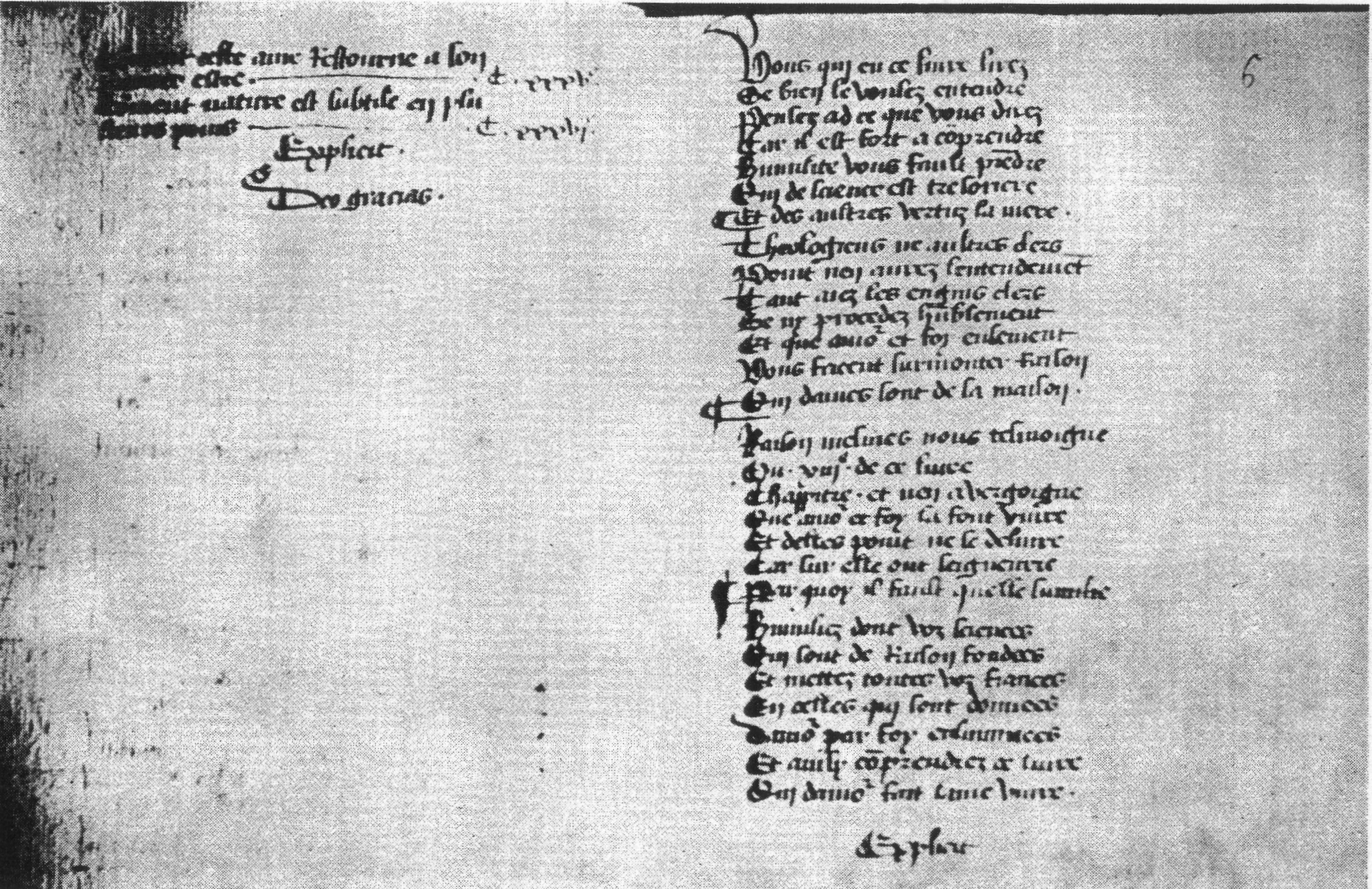
Marguerite Porete, El mirall de les ànimes simples, final de l'índex i inici del poema

El títol complet, Le mirouer des simples ames anientis et qui seulement demourent en vouloir et desir d'amour, conté ja en si l'essencial del pensament de Margarida Porete: la reducció de l'ànima simple tocada per Déu a desig i voluntat d'aquest.
Escrit inicialment en francès antic, es va traduir al llatí i altres llengües i va tenir una àmplia difusió. El seu llenguatge, així com el format alegòric d'un diàleg entre personatges com l'Amor, la Virtut i l'Ànima, reflecteixen una familiaritat amb l'estil de l'amor cortès i dona testimoniatge de l'alt nivell d'educació i sofisticació de Porete.
Encara que la major part del llibre sembla seguir un argument racional i erudit entre diferents partits, Porete defensa en definitiva que l'ànima ha de deixar-ho tot, fins i tot la raó. L'"ànima aniquilada" és aquella que ho ha abandonat tot excepte Déu. Una de les característiques essencials del llibre és la seva finalitat eminentment pràctica: Marguerite pretén ensenyar doctrines per aconseguir aquesta "simplificació" de la qual s'ha parlat, per exemple amb imatges.

## El judici
El judici de Porete va ser inusual, ja que en l'edat mitjana va haver-hi moltes místiques que reivindicaven un contacte místic directe amb Déu, sense necessitat de comptar amb el clergat; i moltes d'elles com Hildegard de Bingen, Catalina de Siena, Brigitta Birgirsdottir, etc., no van ser considerades sospitoses.
Les autoritats eclesiàstiques havien advertit a Porete que consideraven herètica la seva obra, que va ser cremada públicament a Valenciennes pel bisbe de Cambrai. Un dels tabús trencats per Porete era haver escrit el seu llibre no en llatí, sinó en la llengua vernacla que era el francès antic. Li van ordenar deixar de difondre la seva doctrina i el seu llibre, i en no acatar les ordres va ser finalment detinguda per l'inquisidor local per heretgia, malgrat que Porete afirmava en el llibre haver consultat i rebut l'aprovació de tres autoritats eclesiàstiques, inclòs el molt respectat mestre en teologia Godofred de Fontaines.
Els manuals medievals sobre el discretio spirituum (el judici religiós sobre visions místiques) emplaçaven els clergues a servir en un paper d'assessorament; tanmateix, no tenien capacitat per fer un judici definitiu sobre manuals com De probatione spirituum de Gerson i De distinctione verarum visionum a falsis. Sobre aquests manuals podien donar consells, però no un judici definitiu, advertint-los que podrien equivocar-se i acabar per oposar-se a la voluntat divina.
El cap de l'acusació va ser el dominic Guillem de París, llavors Gran inquisidor de França, assistit pel franciscà Nicolau de Lira i per un gran nombre de clergues, universitaris i juristes. Porete havia estat detinguda al costat del seu correligionari begard Guiard de Cressonessart, també processat. Tots dos van passar un any i mig empresonats abans de l'inici del procés. Guiard es va erigir en defensor de Margarida, però finalment va cedir a les pressions i es va declarar culpable, per la qual cosa va ser condemnat a una pena de presó. Margarida Porete, no obstant això, es va negar a abjurar de les seves idees, a retirar el seu llibre i fins i tot a prestar el jurament requerit per procedir per l'inquisidor, que la va tractar de "pseudodona". Finalment, tres bisbes teòlegs la van declarar culpable d'heretgia i va ser cremada viva davant una multitud impressionada per la seva serenitat davant el suplici.
Després de la seva mort, fragments del seu llibre van ser emprats en el concili de Viena per a condemnar per herètica la Germanor del lliure esperit.

## Traduccions al català
Margarida Porète: L'espill de les ànimes simples. Traducció de Rosamaria Aguadé i Benet. Barcelona: Proa, 2001 (Clàssics del cristianisme, vol. 85).
ISBN 13: 978-84-8437-264-6
ISBN 10: 84-8437-264-2.